# 墜落の夏 -日航123便事故全記録-
『墜落の夏 ―日航123便事故全記録―』（ついらくのなつ にっこう123びんついらくじこぜんきろく）は、1986年に新潮社から出版された吉岡忍のノンフィクション作品。

## 概要
1985年8月12日におきた日本航空123便墜落事故の取材を通し、事故原因の追究から事故に翻弄された遺族の状況や、現代の巨大システムの本質に迫るノンフィクション作品。1987年に第9回講談社ノンフィクション賞を受賞した。

## 書誌情報
- 単行本：1986年、新潮社。 ISBN 4-10-363001-9
- 文庫本：1989年、新潮社〈新潮文庫〉。 ISBN 978-4-10-116311-6
  - 復刊：2025年、中央公論新社〈中公文庫〉。ISBN　978-4-12-207669-3 ※「四十年後の補論」を新たに収録。解説：神里達博[1]。

## 内容
1. 真夏のダッチロール
事故機（ボーイング747SR型）の機種や構造、乗務員の飛行経験、ボイスレコーダー、フライトレコーダーなど航空機に詳しくない読者にも配慮した基礎知識の説明や、お盆で混雑していたこと、最終便の1本前の便で非常に込み合っていたことなど、事故当日の背景、事故発生時刻に日本航空（JAL）が高輪プリンスホテルで開いていたパーティーの様子と事故を知らされた直後の混乱ぶり、事故後の遺体安置所の状況とJALの対応など、事故周辺のレポート。
2. 三十二分間の真実
18時24分に起きた爆発から18時57分に墜落するまでの事故機内の様子、飛行状況を生存者（非番だったJAL客室乗務員の26歳女性）の証言、ボイスレコーダーの記録に加え、自身がボーイング747SR型機のコックピットに同乗し、操縦を見学した経験を交えて詳細に分析する。また生存者の墜落後から救助されるまでの状況の証言から、事故直後はまだ多くの生存者がおり、早くから救助活動を始めていれば多くの命を救えた可能性を指摘する。
3. ビジネス・シャトルの影
犠牲者の国籍や、男女別の数、事故で母子家庭もしくは父子家庭になってしまった世帯の数など、犠牲者の分析や遺族のその後と、犠牲者が事故機に乗り合わせてしまった経緯をレポート。
4. 遺体
事故機が消息を絶った約1時間後の午後8時に、「日航行方不明機対策室」（すぐ後に「日航機墜落事故対策本部」に改称）が設置されたところから、搬送されてきた遺体の安置と身元確認、そして12月20日に行われた身元不明遺体の出棺式までの群馬県警察の作業記録と、遺体安置所となった藤岡市市民体育館の状況についてのレポート。
5. 命の値段
JAL社員と遺族との損害賠償の交渉と遺族の心情、賠償金の算出方法、他に、航空会社が事故を起こしたときのために入っている航空保険のシステムと世界の保険市場との関係、そして、アメリカのワシントン州で新法案が通り、遺族がボーイング社に請求できる賠償金に対し、大幅な制限が加えられた問題についてのレポート。
6. 巨大システムの遺言
運輸省（当時）事故調査委員会が1986年（昭和61年）3月に発表した「事故調査に関する報告書の案」の内容と聴聞会の様子、P教授分析による事故原因[注釈 1]の発表とその証言をした背景、そして著者による原因究明とその背後にある問題の指摘。